# Michelangelo Ciancaglini
Michelangelo Ciancaglini (Furci, 16 ottobre 1926 – 6 giugno 1988) è stato un politico italiano, esponente della Democrazia Cristiana e parlamentare europeo.
È stato eletto alle elezioni europee del 1984 per le liste della DC. È stato membro della Commissione per l'energia, la ricerca e la tecnologia, della Commissione per gli affari sociali e l'occupazione, della Delegazione per le relazioni con i paesi dell'Asia del Sud.